# Eli Alalluf
Eli Alalluf (hebr. אלי אלאלוף, ang.: Eli Alaluf, Elie Elalouf, ur. 17 lutego 1945 w Maroku) – izraelski polityk, w latach 2015–2019 poseł do Knesetu z listy My Wszyscy.
W wyborach parlamentarnych w 2015 po raz pierwszy i jedyny dostał się do izraelskiego parlamentu. W kwietniu 2019 utracił miejsce w parlamencie.
Jest żonaty, ma jedno dziecko.